# Berehove (Transkarpatië)
Berehove (Oekraïens: Берегове, Hongaars: Beregszász, Duits: Bergsaß, Lampertshaus) is een stad en gemeente in Oekraïne (oblast Transkarpatië), op enkele kilometers van de grens met Hongarije, met 26.554 inwoners. De stad is de hoofdplaats van de rajon Berehove waarvan de meerderheid van de bevolking (circa 76%) van etnisch Hongaarse afkomst is.
De bevolking spreekt Roetheens, Oekraïens en Hongaars waarbij de laatsten tot circa 2000 de meerderheid vormden (zie Hongaarse minderheid in Oekraïne). Berehove is hiermee de meest Hongaarse stad van Oekraïne.
In de 20ste eeuw wisselde Berehove meerdere keren qua bestuur. Voor 1918 behoorde de stad tot Oostenrijk-Hongarije, van 1918 tot 1938 tot Tsjechoslowakije, tussen 1938 en 1944 weer tot Hongarije, van 1944 tot 1991 tot de Sovjet-Unie en vanaf 1991 tot de republiek Oekraïne.
In de stad staat de eerste onafhankelijke Hongaarstalige hogeschool: II. Rákoczi Ferenc College. Hier worden leraren Hongaarse taal opgeleid.

## Bevolkingssamenstelling
- In 2017 kende Berehove een bevolking van 24.580 inwoners, hiervan waren er 9.410 Hongaren (38,2%)[1]
- In 2001 had Berehove een bevolking van circa 26.050 waaronder 12.779 Hongaren (49,1%)
- In 1989 had Berehove in totaal 30.700 inwoners waarvan er 16.731 Hongaarstalig waren (54,5%)
- In 1979 had Berehove een bevolking van 27.810 inwoners, waarvan er 15.759 Hongaren waren (56,7%)
- In 1941 had Berehove in totaal 21.540 inwoners onder wie 19.784 Hongaren (91,85%) NB: in dit jaar bezette Hongarije het gebied opnieuw.
- In 1930 had Berehove een bevolking van 20.897 inwoners waarvan er 10.719 Hongaarstalig waren (51,29%) NB: In dit jaar was de stad onderdeel van Tsjechoslowakije.
- In 1910 had Berehove in totaal 14.470 inwoners onder wie 13.953 Hongaren (96,43%, onder Hongaars bestuur).

## Partnersteden
Berehove onderhoudt sinds 2001 een stedenband met het Nederlandse Maassluis.

## Geboren in Berehove
- Isjtvan Seketsj (1939), voetballer en trainer
- Sára Ethel en Jenő Saul Friedman, ouders van Milton Friedman.

## Galerij

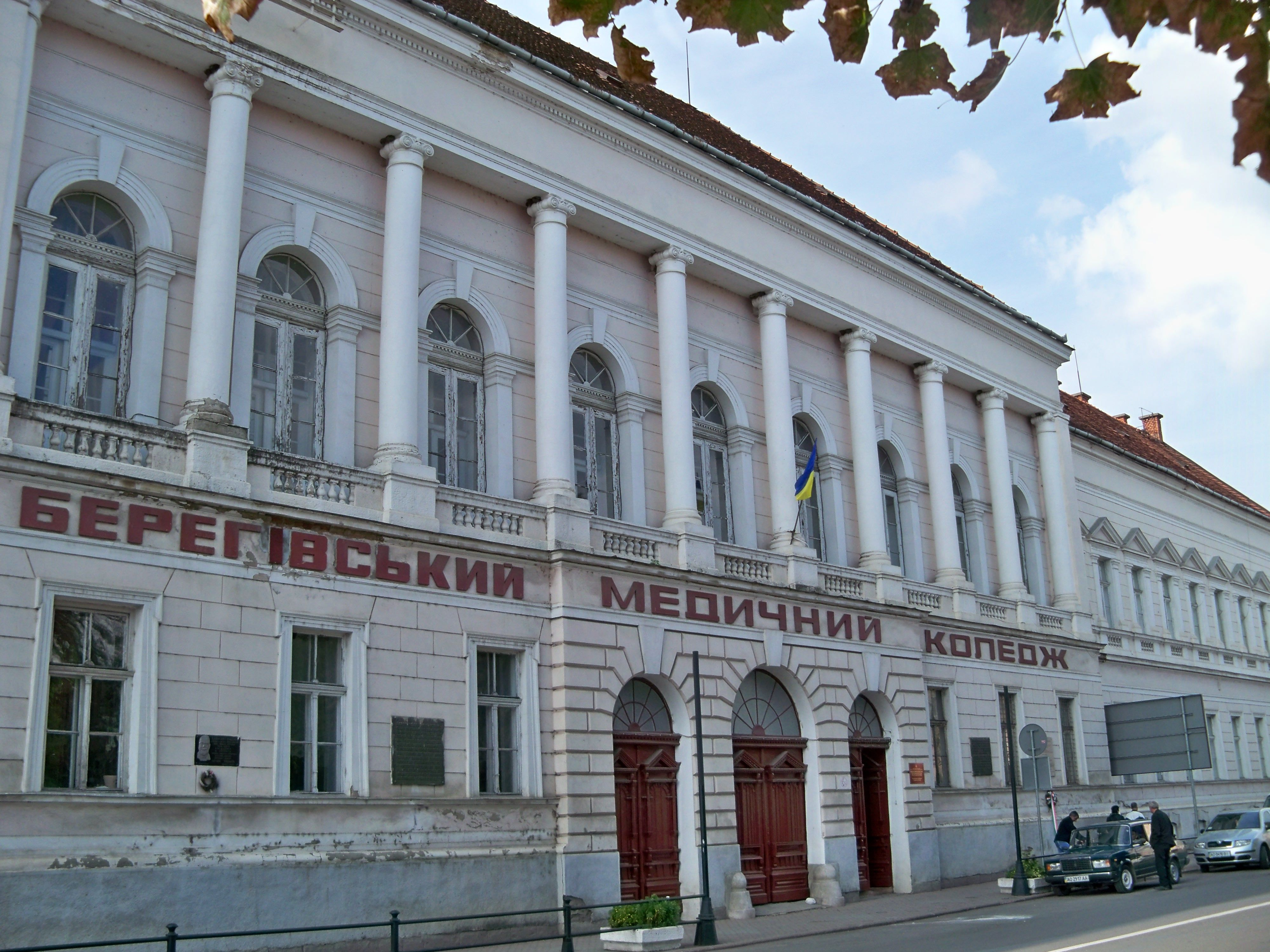
Overheidsgebouw, Beregovestraat
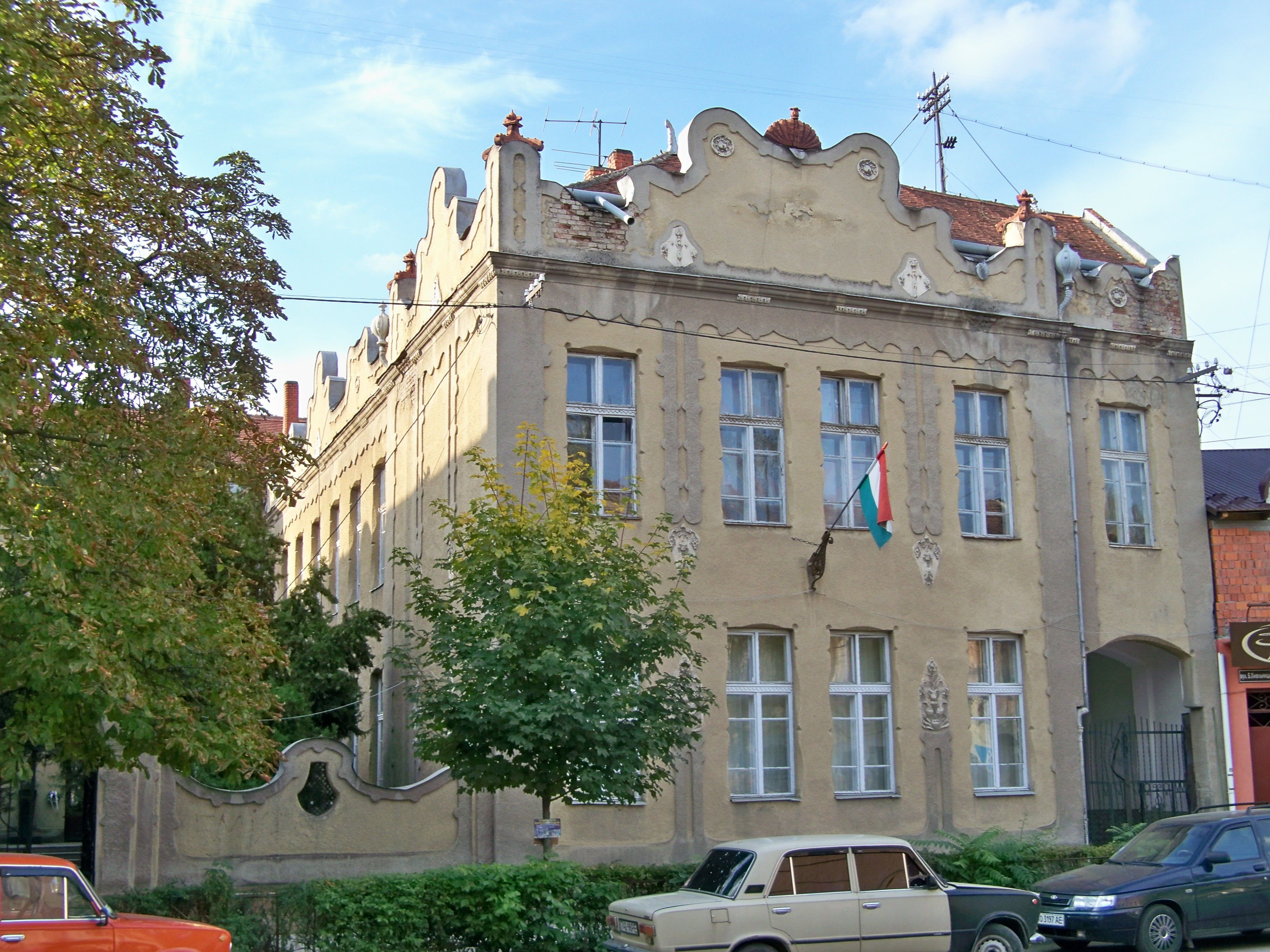
School N°. 4, Khmelnytskohostraat
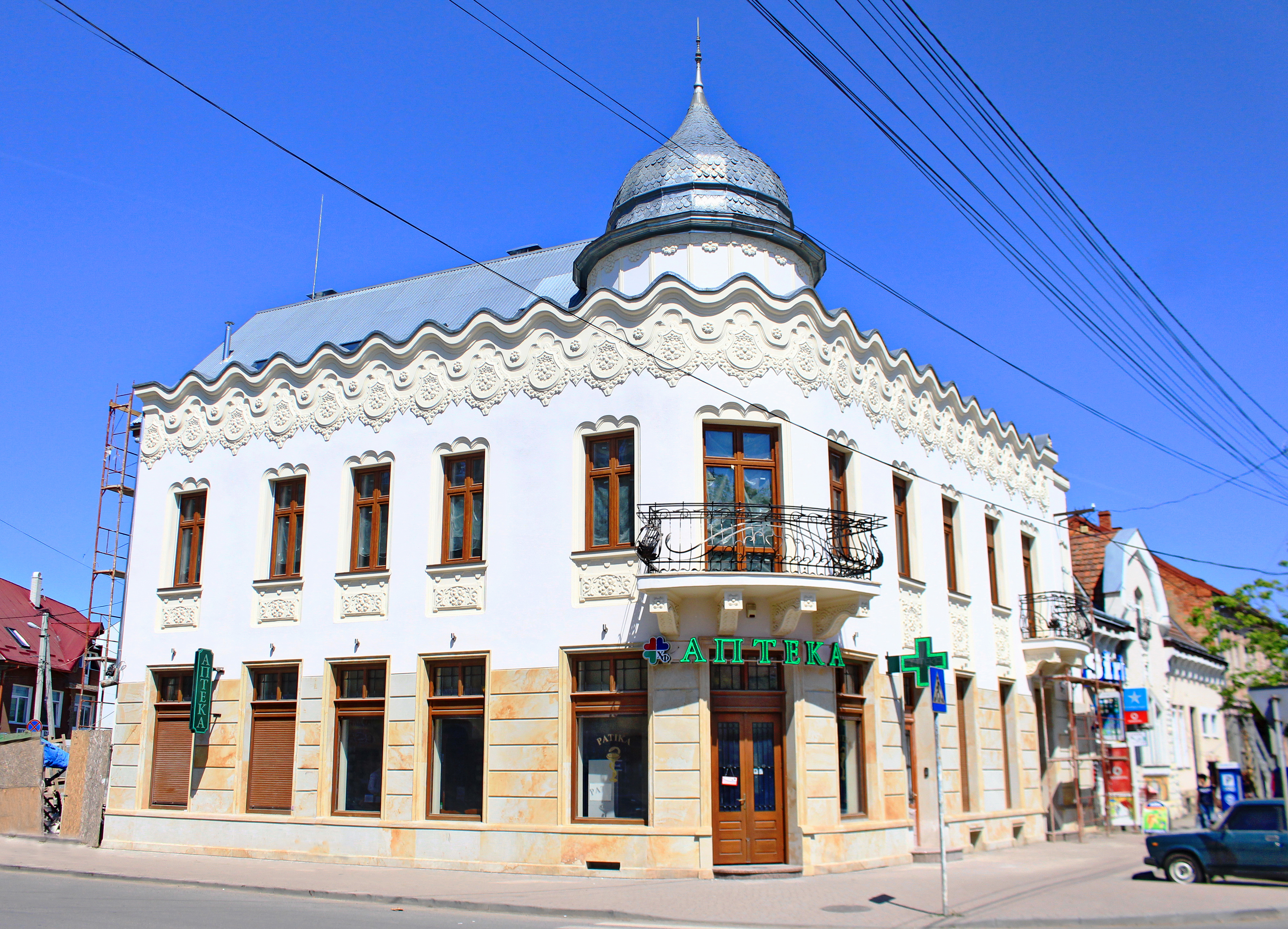
Apotheek, Sechenistraat
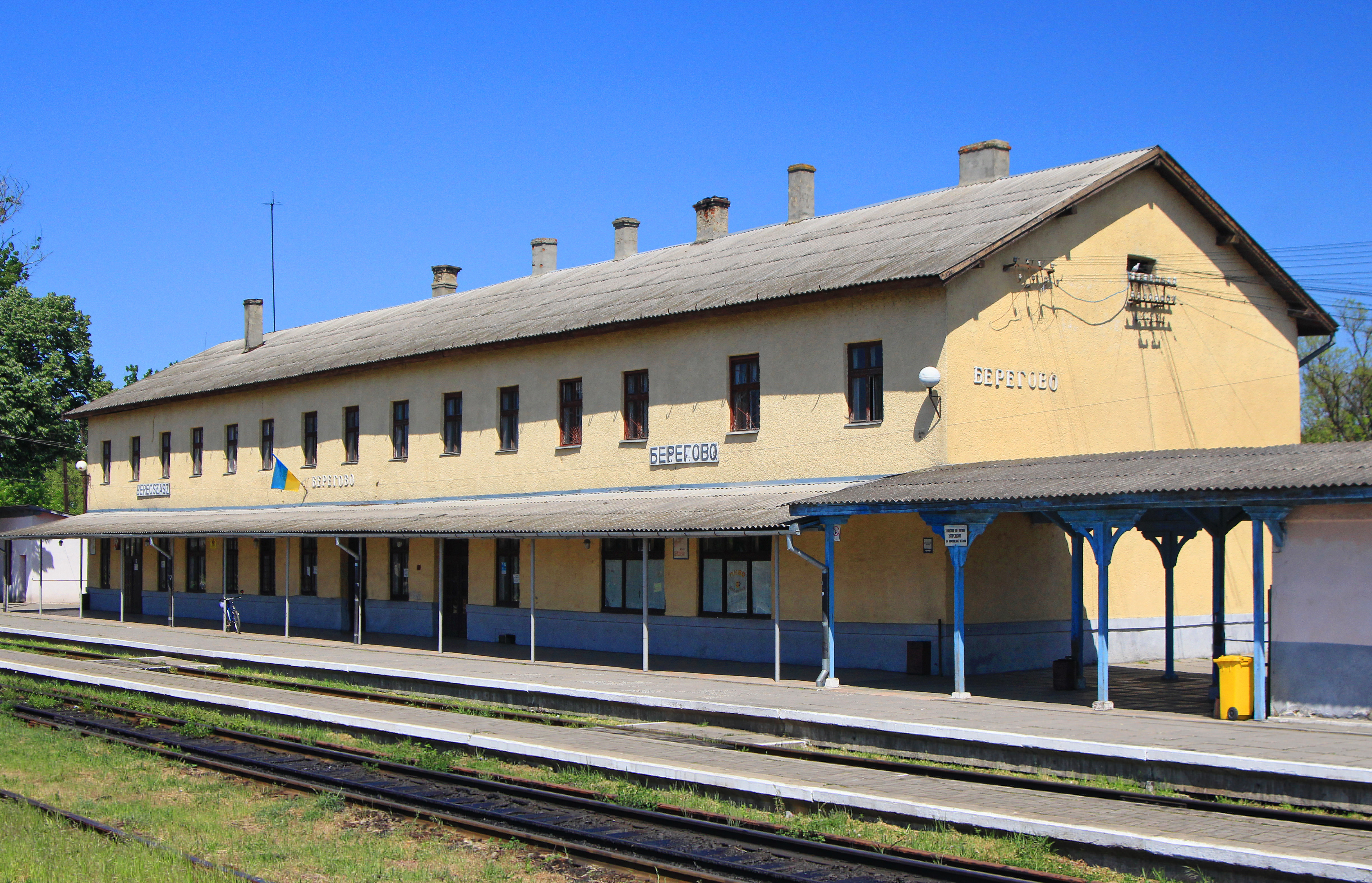
Station van Berehove, negentiende eeuw
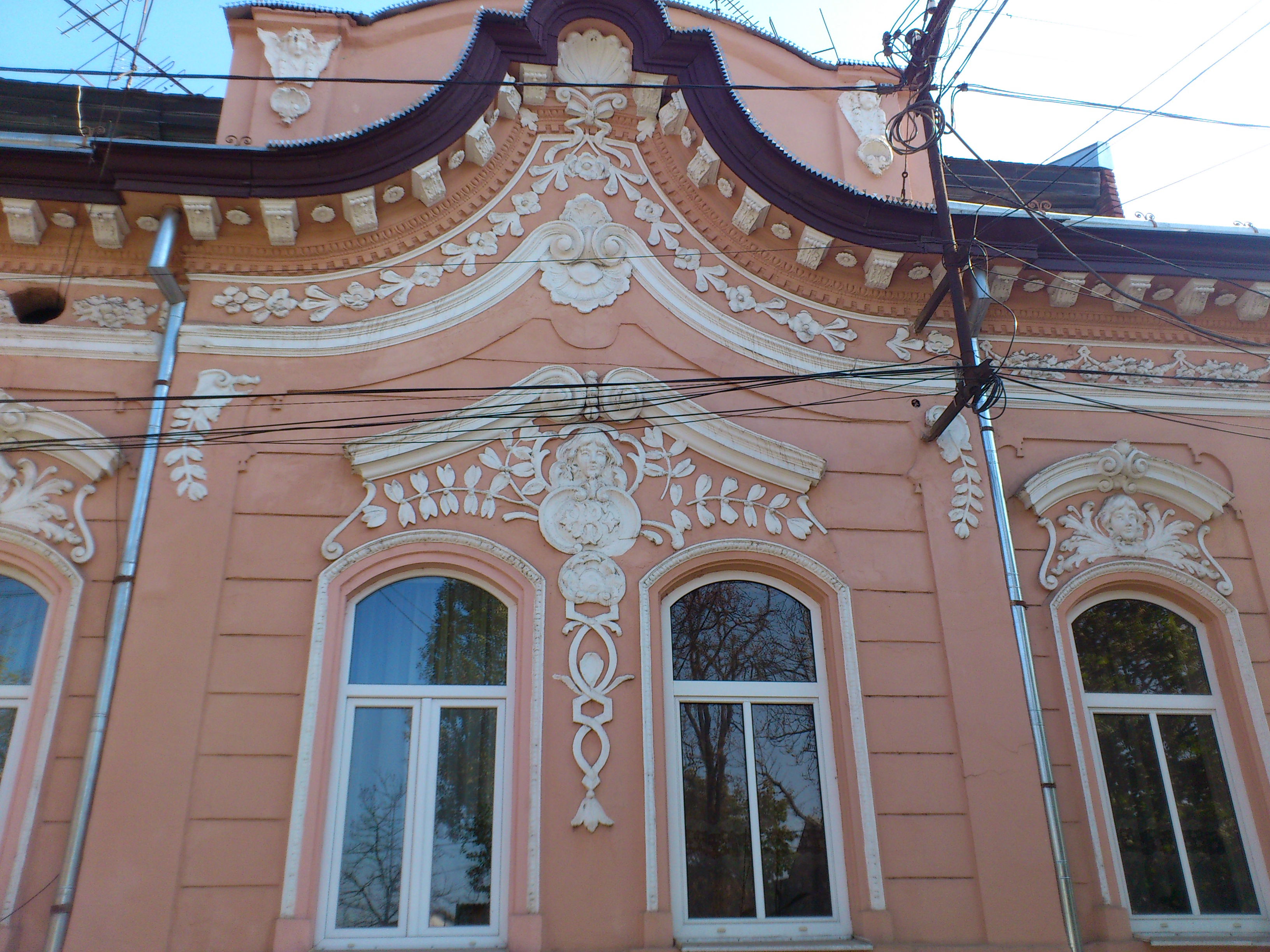
Detail van woonhuis aan Khmelnytskohostraat
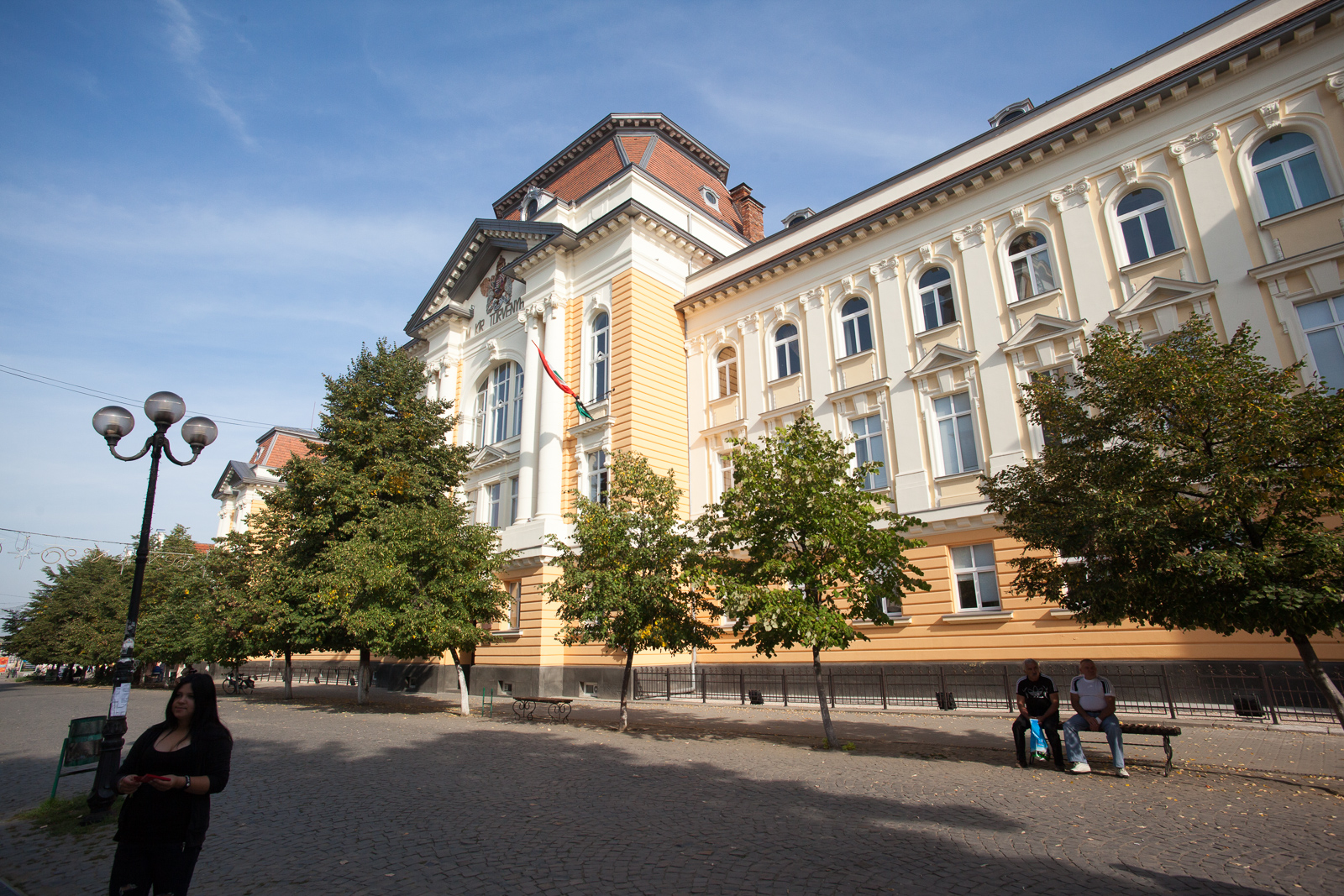
Ferenc II Rákóczi Hongaarse Hogeschool van Transkarpatië, Kossuthplein
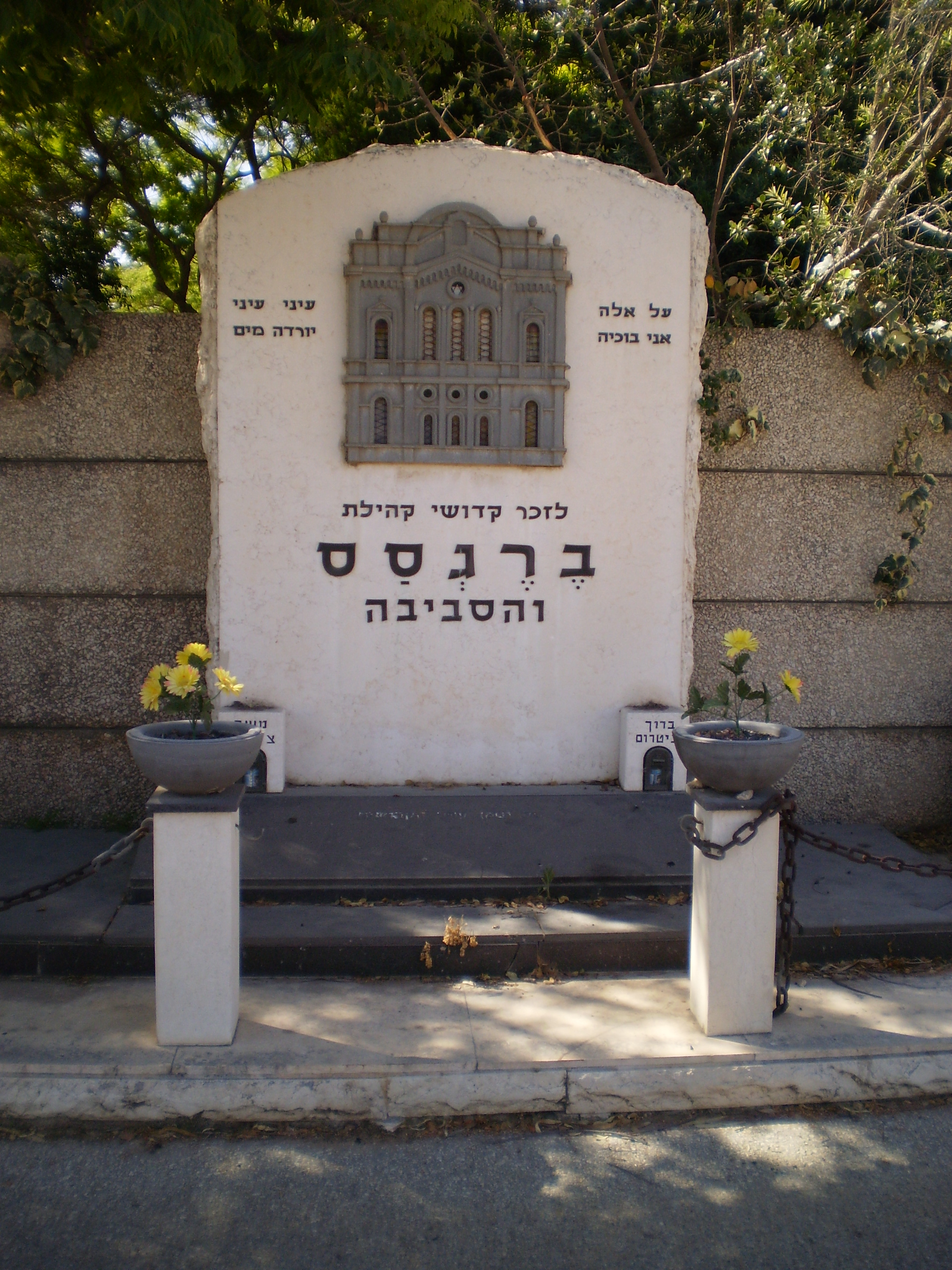
Holocaust monument op begraafplaats 'Holon'
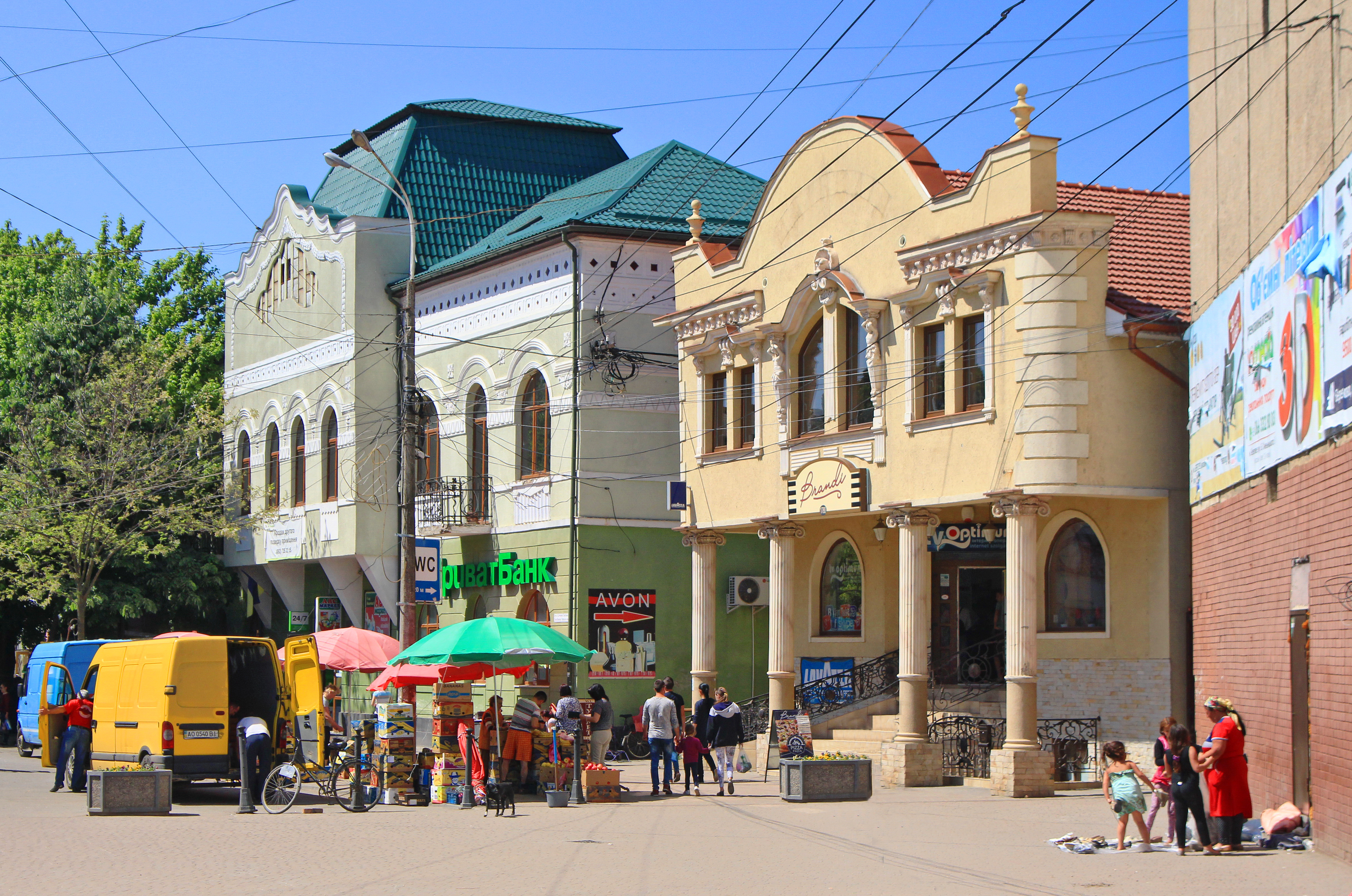
Winkels en versmarkt in Sechenistraat
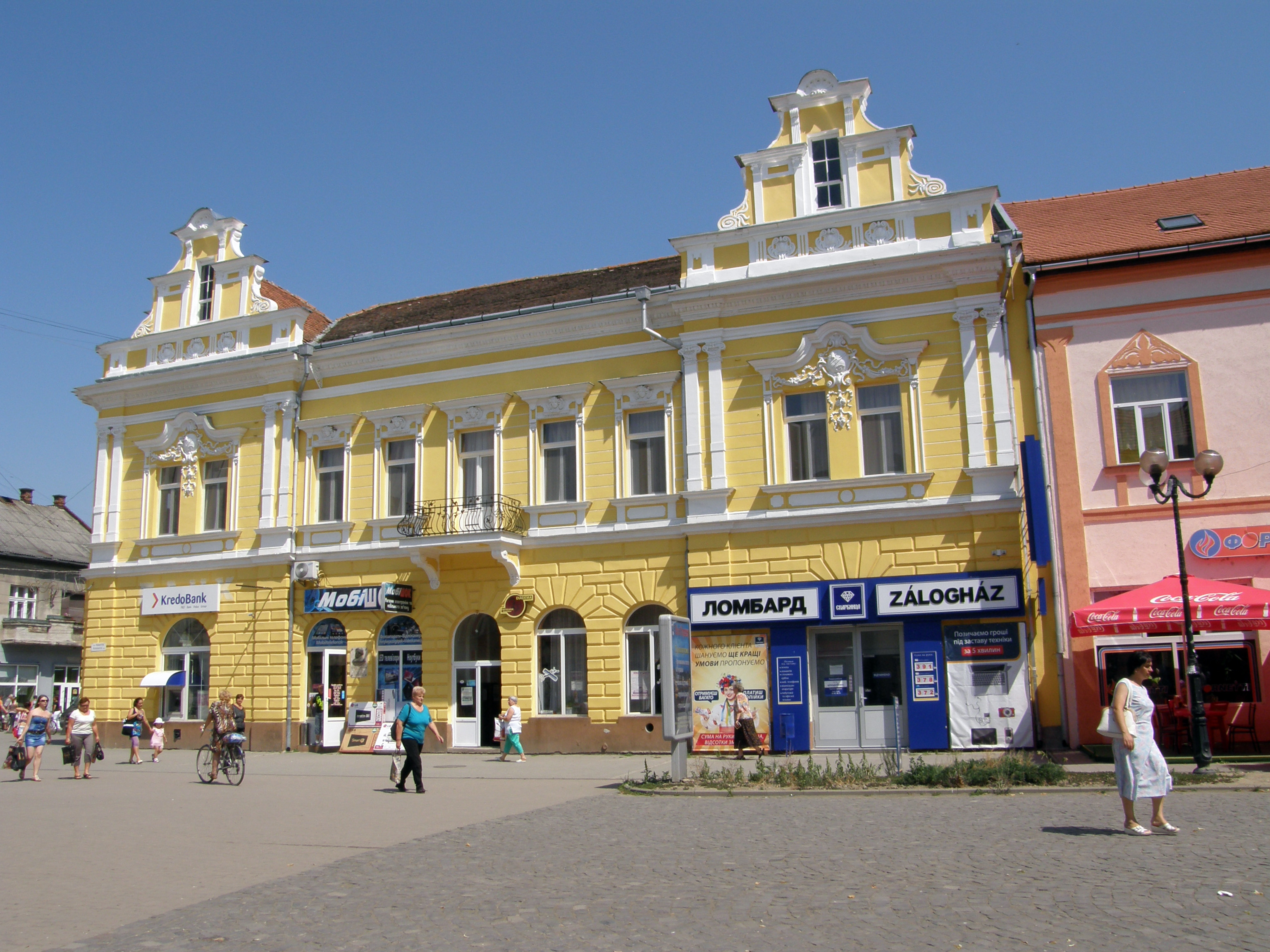
Streekarchief, Kossuthstraat
Woonhuis aan Sechenistraat
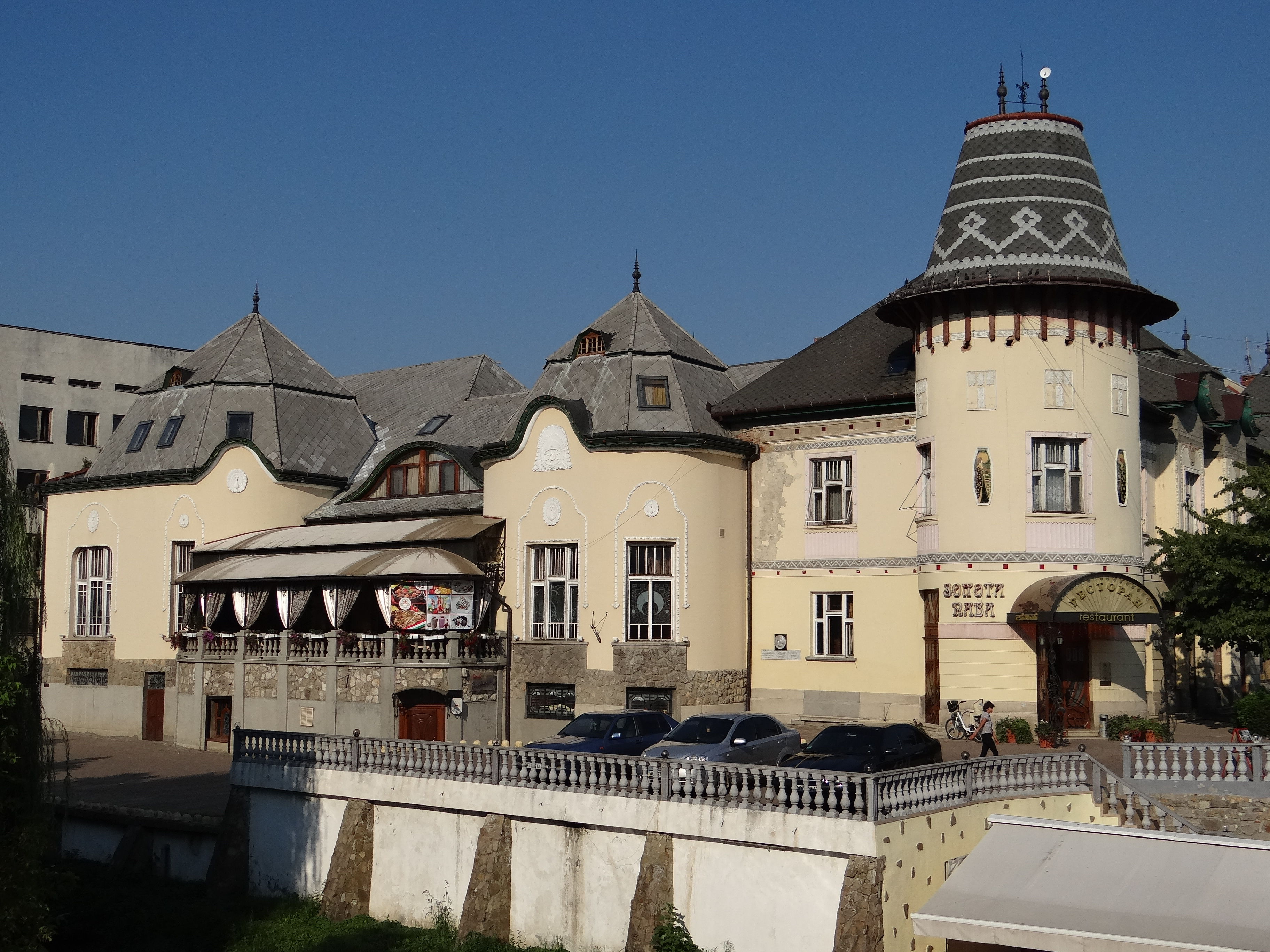
Het Zolota Pava Hotel, gebouwd in 1912 als casino
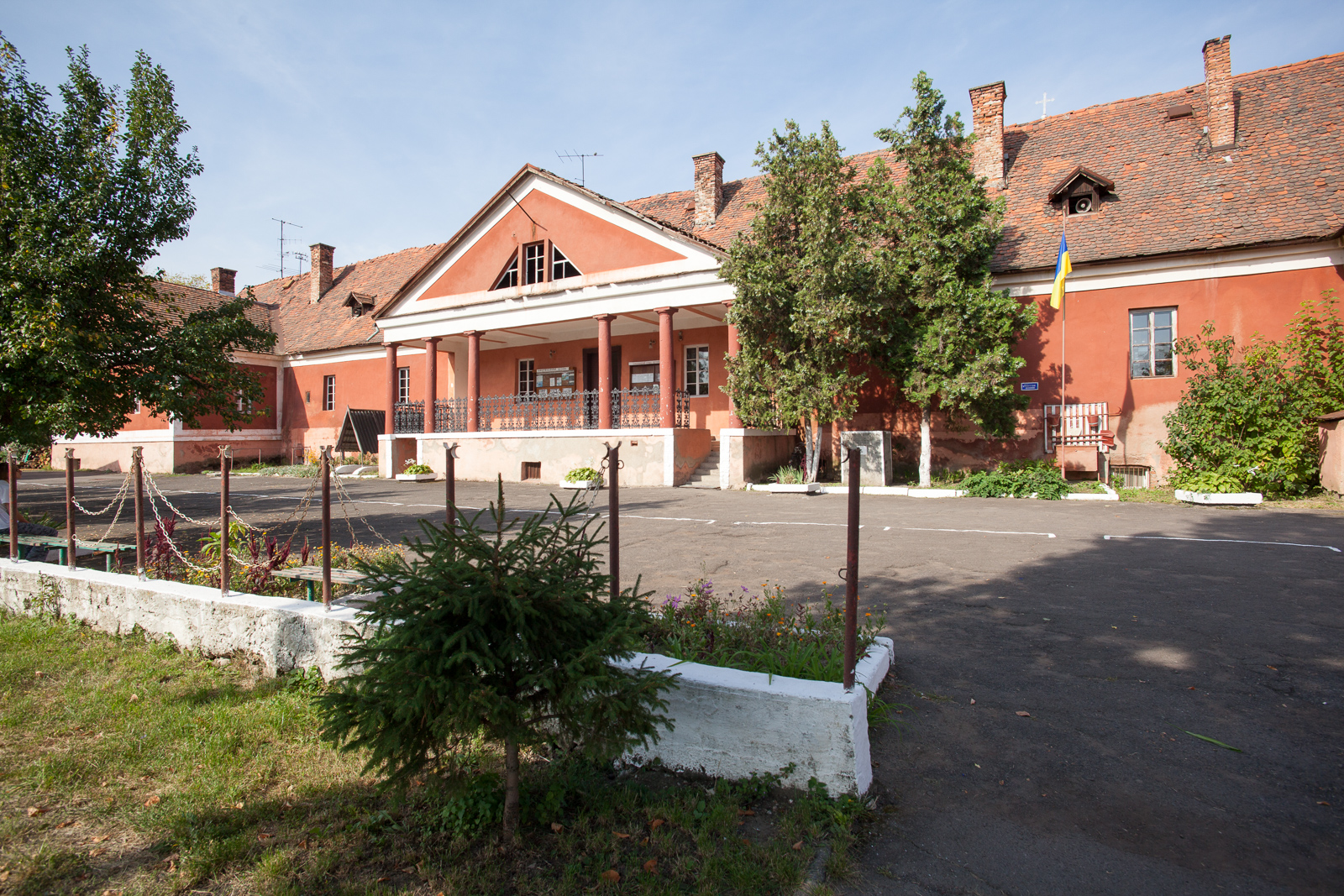
Residentie uit 1620-1621 van prins Gabriël Bethlen, heerser van Transsylvanië